# Forkynderloven
§ 136, stk. 3, af den danske straffelov, i daglig tale forkynderloven eller imamloven, gør det ulovligt som en del af religiøs oplæring udtrykkeligt at bifalde terrorisme (som defineret i straffelovens § 114), polygami, incest, voldtægt, seksuelt misbrug af børn, manddrab, vold, tvang (som defineret i straffelovens § 260) eller frihedsberøvelse. Loven blev fremsat 5. oktober 2016 og vedtaget 13. december samme år. 91 (S, DF, V, LA, RV undtagen en, SF og KF) stemte for, og 15 (EL, AL, samt en enkelt fra RV (ved en fejltagelse)) stemte imod. Ingen stemte blankt. Til førstebehandlingen bekendte RV og LA, at de ikke støttede forslaget. Udgivelsen af dokumentarserien Moskeerne bag sløret var en udløsende faktor, og dens indhold blev hyppigt brugt som eksempler på, hvad man med loven ville bekæmpe.
Lovens ordlyd er
| Citat                                   | Den, der som led i religiøs oplæring udtrykkeligt billiger handlinger, som er omfattet af denne lovs §§ 114-114 j, 208, 210, 216, 222, 223 og 225, jf. §§ 216, 222 og 223, §§ 237, 244-246, 260 og 261, straffes med bøde eller fængsel indtil 3 år. | Citat |
| —§ 136, stk. 3 af den danske straffelov | |       |

## Sager
I juli 2018 aflagde Mundhir Abdallah (også kendt som Monzer Abdullah en prædiken i Masjid al-Faruq som inkluderede citatet:
| Citat             | Dommedag oprinder ikke, førend muslimerne bekæmper jøderne, således at muslimerne slår dem ihjel, og jøden vil skjule sig bag sten og træer, og stenen og træerne vil sige: ’O muslim, O Guds tilbeder, der er en jøde bag mig, så kom og dræb ham’ | Citat |
| —Mundhir Abdallah | |       |

For dette blev han anklaget iht. forkynderloven samt racismeparagraffen. Forsvaret argumenterede for, at Abdallah skulle frifindes fordi prædikenen var baseret på et hadithisk citat, fordi det skulle referere til Israel og ikke jøder generelt, og fordi det var tænkt som en "profeti" og ikke en opfordring. Han blev fundet skyldig i begge anklager.

## Kritik
Anders Gadegaard, Københavns domprovst, har kritiseret loven for at diskriminere mod religiøse og for at være tvetydig. Dan Rosenberg Asmussen, formand for Det Jødiske Samfund, og Daniel Rezaei, imam ved Imam Ali-moskeen, har kritiseret loven for at mistænkeliggøre religiøse samfund og forkyndere generelt. Asmussen udtrykte dog senere tilfredshed med domfældelsen over Abdallah.
Folkekirkepræster såsom Agnete Raahauge og Claus Thomas Nielsen har udtrykt en støtte til, hvad de opfatter som lovens hensigt, nemlig en indsats specifikt over for bestemte imamer, men samtidig ærgrelse over at de ikke selv er undtaget loven. DF's kirkeordfører Christian Langballe afviser blankt at loven kan have betydning for sognepræsters arbejde, og understreger sin holdning at "[loven] er rettet mod imamer, der virker radikaliserende", og ikke mod "almindelige mennesker".
Ordførere Rune Lund (EL) og Zenia Stampe (RV) kritiserede ordlyden for at være uklar, særligt mht. afgrænsningen af "religiøs oplæring", "billige" og "udtrykkeligt".

## Støtte
Konfronteret med at nejstemmende partier kritiserede forslaget for at indskrænke ytringsfriheden, udtalte Bertel Haarder at "[n]år vi begrænser kriminaliseringen til billigelse af strafbare handlinger som led i religiøs oplæring, så synes jeg altså ikke, at indgrebet i ytringsfriheden er særlig omfattende".
Ordførere for jastemmende partier, såsom Jan E. Jørgensen (V), samt justitsminister Søren Pind forsvarede forskelsbehandlingen af religiøse forkyndere med, at disse har en særlig autoritet over deres menighed.